# Moving On Skiffle
Moving On Skiffle es el cuadragésimo cuarto álbum de estudio del músico norirlandés Van Morrison, publicado por Exile Productions el 10 de marzo de 2023. El álbum es el segundo de Morrison con canciones skiffle después de The Skiffle Sessions - Live In Belfast 1998 (2000), que contó con la colaboración de Lonnie Donegan y Chris Barber. Chas McDevitt, otro pionero del género, estuvo presente en las sesiones de Moving On Skiffle.

## Lista de canciones
Todas las canciones tradicionales excepto donde se anota.
| Disco 1 |                                         |                                  |          |  |
| N.º     | Título                                  | Escritor(es)                     | Duración |  |
| 1.      | «Freight Train»                         | Elizabeth Cotten                 | 3:27     |  |
| 2.      | «Careless Love»                         |                                  | 5:38     |  |
| 3.      | «Sail Away Ladies»                      |                                  | 3:18     |  |
| 4.      | «Streamline Train»                      | Red Nelson                       | 4:03     |  |
| 5.      | «Take This Hammer»                      |                                  | 4:38     |  |
| 6.      | «No Other Baby»                         | Dickie Bishop, Bob Watson        | 4:30     |  |
| 7.      | «Gypsy Davy»                            | Woody Guthrie                    | 4:18     |  |
| 8.      | «This Loving Light of Mine»             |                                  | 5:11     |  |
| 9.      | «In the Evening When the Sun Goes Down» |                                  | 4:25     |  |
| 10.     | «Yonder Comes a Sucker»                 | Jim Reeves                       | 3:11     |  |
| 11.     | «Travelin' Blues»                       | Jimmie Rodgers, Shelly Lee Alley | 3:43     |  |

| Disco 2 |                                   |               |          |  |
| N.º     | Título                            | Escritor(es)  | Duración |  |
| 12.     | «Gov Don't Allow»                 |               | 4:10     |  |
| 13.     | «Come On In»                      |               | 3:39     |  |
| 14.     | «Streamlined Cannonball»          | Roy Acuff     | 3:16     |  |
| 15.     | «Greenback Dollar»                |               | 3:43     |  |
| 16.     | «Oh Lonesome Me»                  | Don Gibson    | 3:25     |  |
| 17.     | «I Wish I Was an Apple On a Tree» |               | 3:14     |  |
| 18.     | «I'm So Lonesome I Could Cry»     | Hank Williams | 3:04     |  |
| 19.     | «I'm Moving On»                   | Hank Snow     | 2:58     |  |
| 20.     | «Cold, Cold Heart»                | Hank Williams | 3:26     |  |
| 21.     | «Worried Man Blues»               |               | 4:38     |  |
| 22.     | «Cotton Fields»                   | Lead Belly    | 3:07     |  |
| 23.     | «Green Rocky Road»                |               | 9:02     |  |

## Personal
| Músicos - Van Morrison – guitarra acústica, guitarra eléctrica, armónica, saxofón y coros. - Crawford Bell – coros. - Chantelle Duncan – coros. - Richard Dunn – órgano y coros. - Colin Griffin – batería, percusión y coros. - Pete Hurley – bajo. - Dave Keary – guitarra eléctrica, acústica, ukelele, lap steel, mandolina, bouzouki y coros. - Seth Lakeman – violín. - Teena Lyle – coros. - Dana Masters – coros. - Stuart McIlroy – piano. - Jolene O'Hara – coros. - Sticky Wicket – tabla de lavar. | Producción - Tony Cousins – masterización. - Katie May – ingeniero asistente. - Ben McAuley – grabación y mezclas. - Oli Middleton – ingeniero asistente. - Van Morrison – producción. - Jimmy Page – notas. - Bradley Quinn – fotografía. - Steve Stacey – diseño. |

## Posición en listas
| País                            | Posición |
| ------------------------------- | -------- |
| Alemania (Offizielle Top 100)   | 11       |
| Austria (Ö3 Austria)            | 5        |
| Bélgica (Ultratop flamenca)     | 7        |
| Bélgica (Ultratop valona)       | 69       |
| Escocia (Scottish Albums Chart) | 5        |
| España (PROMUSICAE)             | 13       |
| Países Bajos (Album Top 100)    | 19       |
| Irlanda (IRMA)                  | 32       |
| Portugal (AFP)                  | 20       |
| Suiza (Schweizer Hitparade)     | 18       |
| Reino Unido (UK Albums Chart)   | 16       |